# Aşağıçamözü, Zara
Aşağıçamözü là một xã thuộc huyện Zara, tỉnh Sivas, Thổ Nhĩ Kỳ. Dân số thời điểm năm 2011 là 23 người.